# Сынжерей
Сынжере́й (рум. Sîngerei) — город в Молдавии, центр Сынжерейского района. В состав города входит село Вранешты.

## География
Расположен в северной части Молдавии примерно в 25 км к юго-востоку от Бельц, на высоте 25 метров над уровнем моря

## История
С 1965 по 1991 год носил название Лазовск (в честь Сергея Лазо) и имел статус посёлка городского типа.

## Городские предприятия
1. В Сынжерее базировался футбольный клуб «Верис».
2. В городе Сынжерей присутствуют 3 учебных заведения. Liceul Teoretic "Olimp", Liceul Teoretic "Dmitrie Cantemir", "Școala nr.2"
А также, школа искусств имени "Mihai Dolgan", Центр иностранных языков iLearn, Теннис и др.
3. В городе присутствуют 4 крупных магазина (Local, Hermes,  Speranța, Linela).
4. В городском парке присутствуют множество памятников посвящённым жертвам Второй Мировой войны а также личностям внёсших свой вклад в историю города.